# 콜롬비아 한국전 참전 기념비

콜롬비아 참전 기념비의 윤곽

콜롬비아 한국전 참전 기념비는 한국 전쟁에 참전한 콜롬비아 대대를 기리기 위해 세운 현충시설이자 기념비로 1975년 9월 24일에 준공되었다. 원래는 대한민국 인천광역시 서구 가정동 1-412에 위치한 콜롬비아공원에 있었지만 2018년 7월 25일에 인천광역시 서구 연희동 213-7번지 일대에 새로이 조성한 경명공원으로 이전되었다.
1987년 9월 9일에는 콜롬비아의 비르힐리오 바르코 바르가스 대통령의 대한민국 방문을 기념하기 위해 라미로 삼브라노 당시 대한민국 주재 콜롬비아 대사가 새긴 비문이 추가로 건립되었다. 기념비에는 오른쪽 가슴 위로 치켜든 칼을 든 용사와 그 앞에서 앉아 두 손을 모아 기도하는 여인이 조각되어 있는 동상이 있고 그 뒤로 함선의 돛을 연상케 하는 하얀 벽에는 사다리꼴 빗살 문양, 콜롬비아의 전통 문양이 함께 새겨져 있다.
기념비 앞면 아래쪽에는 "카리브 바다의 정기를 타고난 콜롬비아 용사들! 국제 연합의 깃발을 높이 들고 자유와 평화를 위해 싸우다 마침내 611명의 고귀한 생명이 피를 흘렸다. 우리는 그들을 길이 기념하고자 여기에 비를 세운다."라는 한국어, 스페인어 비문이 새겨져 있다.

## 같이 보기
- 콜롬비아 대대